# ترام دبي
ترام دبي شبكة قطارات خفيفة تعمل بسائق افتتحت في شهر نوفمبر من 2014، ويعد الترام أول مشروع خارج أوروبا يعمل بالتغذية الكهربائية الأرضية على كامل الخط دون الحاجة إلى أسلاك معلقة، كما أنه يعد النظام الأول في العالم الذي يستخدم تقنية البوابات الآلية لمنصة محطة الركاب المتوافقة مع نظام فتح وغلق البوابات في القطار. يخدم الترام منطقة جميرا بيتش رزيدنس ومنطقة المارينا ومنطقة الصفوح.

## البناء
تم تخطيط وبناء ترام دبي من قبل كونسورتيوم من ألستوم، بيسيكس وبارسونز.
تم تقسيم البناء إلى مرحلتين: المرحلة الأولى، كان من المتوقع افتتاحها في أبريل 2011، ولكن تم تأجيلها حتى نوفمبر 2014. عند الانتهاء، ستعمل المرحلة الأولى من خط الترام على تشغيل 11 ترامًا، تخدم 11 محطة، وتغطي 10.6 كيلومترًا (6.6 كيلومترًا). ميل) من الطريق. وتبلغ تكلفة المرحلة الأولى 3.18 مليار درهم إماراتي. سيتم بناء حوالي 9.5 كيلومتر (5.9 ميل) من مشروع ترام دبي كجزء من المرحلة الأولى. ستضيف المرحلة الثانية 14 ترامًا إضافيًا وثماني محطات أخرى على طول 4 كيلومترات (2.5 ميل) إضافية من الطريق.

## شبكة ترام دبي

خط سير ترام دبي

تضم شبكة الترام 17 محطة ترام للركاب. ويتألف الأسطول من 25 ترام، ويرتبط الترام مع مترو دبي في محطتين وهما محطة مرسى دبي ومحطة أبراج بحيرات جميرا، عبر جسور للمشاة لتسهيل انتقال وتبادل الركاب بين الوسيلتين، كما سيلتقي الترام مع القطار المعلق (المونوريل) لنخلة جميرا عند مدخل النخلة بشارع الصفوح.

## وصلات خارجية
- هيئة الطرق والمواصلات نسخة محفوظة 19 أبريل 2010 على موقع واي باك مشين.
- بوابة حكومة دبي
- ملف افتتاح ترام دبي جريدة البيان